# فرانسيسكو بويدو
فرانسيسكو بويدو (بالإسبانية: Francisco Bojado)‏ مواليد 11 مايو 1983 في غوادالاخارا، هو ملاكم مكسيكي يصنف ضمن فئة وزن الوسط. شارك في دورة الألعاب الأولمبية الصيفية.

## إحصائيات
خاض خلال مسيرته 21 نزالا، فاز في 18 وتعادل في 0 وخسر في 3. فاز بالضربة القاضية في 12 نزالا.

## روابط خارجية
- فرانسيسكو بويدو على موقع بوكس ريك (الإنجليزية) (registration required)
- فرانسيسكو بويدو على موقع أوليمبيديا (الإنجليزية)